# Gießbach (Kocher)
Der Gießbach ist ein 21⁄2 km langer Waldbach der Gemeinde Abtsgmünd im Ostalbkreis im nordöstlichen Baden-Württemberg, der nach insgesamt südlichem Lauf gegenüber der Mühle des Weilers Reichertshofen der Gemeinde von rechts in den oberen Kocher mündet.

## Geographie

### Verlauf
Der Gießbach entsteht in der Teilgemarkung Hohenstadt von Abtsgmünd am langen rechten Abhang des Kochertales vom Büchelberger Grat hinunter auf etwa 459 m ü. NHN. Die Quelle liegt etwa 2⁄3 km nördlich des Hohenstadter Weilers Kocherhof am Beginn der Zitronenklinge. Auf der ersten Hälfte seines Laufes fließt der junge, etwa halbmeterbreite Bach etwas geschwungen und in wenig tiefem Klingeneinschnitt zwischen meist Nadelholz südostwärts. Der Bach wird dabei von einigen laufnahen Quellen verstärkt. Etwa dreihundert Meter östlich des Kocherhofs durchläuft er gegen Ende dieses Abschnitts eine feuchte, mit Röhricht und Schwarz-Erlen bestandene Niederung, der Rest eines ehedem dort bestehenden Stauteiches, und nimmt darin von Nordosten her den 0,5 km langen Gießhaldebach auf. Er verlässt die Senke durch eine in den Seedamm geschlagene Kerbe und wendet sich nach etwa hundert Metern auf südwestlichen Kurs.  
Auf seinem folgenden Unterlauf ist der Bach einen bis zwei Meter breit und fließt in nunmehr meist tief eingeschnittener Klinge über sandigem Grund. Weiterhin wird er von Abflüssen meist laufnaher Quellen verstärkt, abschnittsweise stehen Eschen und Erlen am Lauf. Linksseits grenzt das Hangwaldgewann Gießhalde an, gegenüber liegt über dem Taleinschnitt die Rodungsinsel um den Kocherhof, die schon etwas vor dem Altteich eingesetzt hat. Etwa am Beginn des letzten Laufdrittels fällt der Gießbach über eine etwa drei Meter hohe Stufe. Für die letzten etwa 200 Meter wendet sich das Tal südwärts. Dann erreicht der Bach die am rechten Kochertal eine nördliche Flussschlinge umlaufende B 19, der entlang von insgesamt Osten her ein etwa 0,4 km langer, hoch am Gießhaldenhang entspringender Graben zuläuft. Auch der Gießbach folgt nun gut hundert Meter lang der Bergseite der Bundesstraße, unterquert sie und fließt dann nach kurzem Lauf über die rechte Flussaue auf etwa 355 m ü. NHN in den oberen Kocher ein, gegenüber der Mühle des Weilers Reichertshofen und weniger als hundert Meter oberhalb des beim Weiler Christhäuser von derselben Seite her mündenden Maisenbachs.
Der Gießbach mündet nach 2,4 km langem Lauf mit mittlerem Sohlgefälle von etwa 44 ‰ rund 104 Höhenmeter unterhalb seines Ursprungs am Anfang der Zitronenklinge.
Eine ältere topographische Karte zeigt einen linken Mündungszweig, der die Bundesstraße unmittelbar gleich dort, wo der Bach sie erreicht, quert und dann in kürzerem Weg zum Wendepunkt der Kocherschleife läuft. Von diesem einst offenen Lauf ist heute keine Spur mehr zu finden.

### Einzugsgebiet
Der Gießbach hat ein etwa 1,7 km² großes Einzugsgebiet am Südwesthang des Büchelberger Grates ins obere Kochertal hinab. Es liegt naturräumlich im Unterraum Waldgebiet am Mittleren Kocher (!) der Schwäbisch-Fränkischen Waldberge, größtenteils in dessen Teil Sulzbacher Wald, kochernah in dessen Teil Sulzbacher Kochertal. Der höchste Punkt an der Nordspitze auf dem Büchelberger Grat erreicht etwa 540 m ü. NHN. Es ist weit überwiegend bewaldet, offen sind nur der weniger als 0,2 km² große diesseitige Anteil an der Rodungsinsel aus Wiesen und Äckern um den Kocherhof und zwei nochmals wenigstens eine Größenordnung kleinere Stücke der Hochfläche des Büchelberger Grates und der Kochertalaue.
Es liegt im Gemeindegebiet von Abtsgmünd, zum deutlich geringeren Teil auf dem  Büchelberger Grat und wenig unter seiner Hangkante in der Teilgemarkung Pommertsweiler, überwiegend aber in der von Hohenstadt, zu der auch der auf der westlichen Wasserscheide stehende Weiler Kocherhof mit nur zwei Hausnummern gehört, der einzige Siedlungsplatz im Einzugsgebiet.
Reihum grenzen die Einzugsgebiete der folgenden Nachbargewässer an:
- Im Nordwesten entstehen jenseits des Büchelberger Grates bei Straßdorf der auch Stahlbach genannte Neumühlebach und der Lutstruter Bach, zwei Zuflüsse der oberen Bühler, eines Flusses, der weit abwärts des Gießbachs ebenfalls in den Kocher mündet;
- im Osten läuft der Schlierbach zum Kocher etwa zwei Flusskilometer oberhalb;
- im Südosten schiebt sich vor das Schlierbach-Einzugsgebiet das viel kleinere des Reichertshofer Bachs;
- im Westen konkurriert der Maisenbach, der nur etwa hundert Meter flussabwärts des Gießbachs in den Kocher einfließt.

### Zuflüsse und Seen
Liste der Zuflüsse von der Quelle zur Mündung. Gewässerlänge, Einzugsgebiet und Höhe nach den entsprechenden Layern auf der Onlinekarte der LUBW. Andere Quellen für die Angaben sind vermerkt.
Ursprung des Gießbachs auf etwa 459 m ü. NHN 2⁄3 km nördlich von Abtsgmünd-Kocherhof am Beginn der Zitronenklinge.
- Gießhaldebach, von links und Nordosten auf etwa 411 m ü. NHN östlich Kocherhof, 0,5 km und über 0,2 km².[LUBW 3] Höchste Quelle auf etwa 458 m ü. NHN.
- (Seitengraben der B 19), von links und insgesamt Osten auf etwa 360 m ü. NHN an der Einmündung der Straße vom Kocherhof in die B 19, ca. 0,4 km[LUBW 6] und unter 0,1 km².[LUBW 3] Entspringt auf etwa 410 m ü. NHN einer Hangquelle an der kochernahen Gießhalde nördlich von Reichertshofen.

Mündung des Gießbachs von rechts und zuletzt Nordosten auf 355 m ü. NHN gegenüber der Mühle  des Weilers Abtsgmünd-Reichertshofen in den Kocher. Der Bach ist 2,4 km lang und hat ein 1,7 km² großes Einzugsgebiet.

## Geologie
Auf dem nur sehr schmalen Gebietsstreifen auf der Höhe des Büchelberger Grates ganz im Nordosten stehen Angulatensandstein und Psilonotenton des Schwarzjuras an, etwas breiter streicht unter dem Hangknick der Knollenmergel (Trossingen-Formation)  aus. Im weit größeren Einzugsgebietsanteil darunter liegt fast überall Stubensandstein (Löwenstein-Formation) im Untergrund. Südlich des Kocherhofes setzen auf dem Talgrund die Oberen Bunten Mergel (Mainhardt-Formation) ein, gefolgt wenig später von Kieselsandstein (Hassberge-Formation), in dessen Schichthöhe der Gießbach auch mündet. 
Von nordöstlich bis südöstlich des Kocherhofes liegt im Bereich des Richtungsbogens des Gießbachs holozänes Schwemmland im Talgrund, solches ist zuletzt kurz vor dem Übertritt des Baches ins Kochertal auch schmal in den Kieselsandstein eingelagert. Er mündet im Flusssand des Kochers.

## Natur und Schutzgebiete
Ein meist sehr schmaler Randstreifen des Einzugsgebietes im Nordosten auf dem Büchelberger Grat liegt im Landschaftsschutzgebiet Büchelberger Grat und Umgebung, das gesamte im  Naturpark Schwäbisch-Fränkischer Wald.

## Geschichte
Auf Sporn zwischen den untersten Läufen von Gießbach und Maisenbach, der das Niveau des Kochers um etwa 50 Höhenmeter überragt, gibt es Spuren eines wohl vorgeschichtlichen Abschnittswalls.

### LUBW
Amtliche Online-Gewässerkarte mit passendem Ausschnitt und den hier benutzten Layern: Lauf und Einzugsgebiet des Gießbachs

Allgemeiner Einstieg ohne Voreinstellungen und Layer: Daten- und Kartendienst der Landesanstalt für Umwelt Baden-Württemberg (LUBW) (Hinweise)
1. 1 2 3  Höhe nach dem Höhenlinienbild auf dem Hintergrundlayer Topographische Karte.
2. 1 2  Länge nach dem Layer Gewässernetz (AWGN).
3. 1 2 3 4  Einzugsgebiet abgemessen auf dem Hintergrundlayer Topographische Karte.
4. ↑  Natur teilweise nach dem Layer Geschützte Biotope.
5. ↑  Einzugsgebiet nach dem Layer Basiseinzugsgebiet (AWGN).
6. 1 2  Länge abgemessen auf dem Hintergrundlayer Topographische Karte.
7. ↑  Schutzgebiete nach den einschlägigen Layern.

### Andere Belege
1. 1 2  Höhe nach blauer Beschriftung auf dem Layer WMS LGL-BW Topographische Freizeitkarte 1:25.000 auf: Geoportal Baden-Württemberg (Hinweise)
2. 1 2  Ehemaliger Teich und ehemaliger linker Mündungsarm nach:
  - Meßtischblatt 7025 Untergröningen von 1935 in der Deutschen Fotothek
3. ↑  Hansjörg Dongus: Geographische Landesaufnahme: Die naturräumlichen Einheiten auf Blatt 171 Göppingen. Bundesanstalt für Landeskunde, Bad Godesberg 1961. → Online-Karte (PDF; 4,3 MB)
4. ↑  Geologie nach den Layern zu Geologische Karte 1:50.000 auf: Mapserver des Landesamtes für Geologie, Rohstoffe und Bergbau (LGRB) (Hinweise)